# Dubravko Šimenc
Dubravko Šimenc (Zagabria, 2 novembre 1966) è un ex pallanuotista croato, vincitore di una medaglia d'oro ai giochi olimpici di Seul 1988 ed una d'argento ad Atlanta 1996. Con la nazionale jugoslava ha conquistato anche un oro ai mondali di Madrid 1986 e Perth 1991 e la Coppa del Mondo nel 1989. Con la Croazia, invece, ha raggiunto per due volte la finale europea (Firenze 1999 e Kranj 2003).

## Biografia
Durante la sua lunga carriera ha vinto svariati trofei con molti club: con il Mladost ha alzato al cielo due Coppe dei Campioni, una Coppa delle Coppe, due Supercoppa Len, due Coppe Comen, due campionati jugoslavi, una Coppa di Jugoslavia, due campionati croati e tre Coppe di Croazia; con lo Jadran vanta una Coppa dei Campioni, una Coppa Comen e un campionato jugoslavo; con il Volturno una Coppa Comen mentre con il Pescara ottiene una Coppa delle Coppe, una Coppa LEN e una Supercoppa LEN. Vince un'altra Coppa COMEN con il Como; con il POŠK conquista un altro campionato croato, mentre con Cremona una Coppa Italia. Nel 2006 con il Sirens ha vinto il campionato estivo di Malta. Ha inoltre giocato con il Saint Julian, sempre a Malta, e con il Los Angeles negli USA, per poi allenare le giovanili del Mladost ed il Medvescak